# Eleição municipal de Londrina em 2000
A eleição municipal de Londrina em 2000 ocorreu em 1 de outubro do mesmo ano, para a eleição de um prefeito, um vice-prefeito e mais 21 vereadores. O prefeito era o ex-vereador Jorge Scaff, do PSB, que deixou o mandato para tomar posse no lugar de Antonio Belinati cassado por corrupção, e terminaria seu mandato em 1 de janeiro de 2001. Nedson Luiz Micheleti, do PT, foi eleito prefeito de Londrina no segundo turno, para governar a cidade pelo período de 1º de janeiro de 2001 a 31 de dezembro de 2004.
Passados quatro anos, o prefeito Antonio Belinati do Partido Progressista - PP, teve seu mandato cassado em 23 de junho de 2000 pela Câmara Municipal de Londrina. Em seu lugar, ascendeu ao mandato de prefeito o presidente da Câmara Municipal de Londrina Jorge Scaff, sendo eleito indiretamente em 14 de julho. Tomando posse em 18 de julho, renunciou ao mandato de vereador. O grupo do prefeito articulou-se para lançar Farage Khouri como candidato situacionista pelo PFL  , enquanto Nedson Luiz Micheleti se lançou como candidato do PT. Nedson Micheletti liderava as pesquisas de opinião no segundo turno e a manteve até o resultado final da eleição. Realizado o segundo turno entre Nedson Luiz Micheleti e Homero Barbosa Neto, que tinha como candidato a vice prefeito Assad Jannani (irmão do deputado federal do PP José Janene) o governador Jaime Lerner e o prefeito Jorge Scaff decidiram oficializar o apoio formal ao candidato Barbosa Neto. Enquanto os candidatos derrotados Luiz Carlos Hauly do PSDB (que liderou as pesquisas até a divulgação do IBOPE na véspera do primeiro turno e ficou em terceiro lugar)  e Luiz Eduardo Cheida do PMDB (que deixou o PT após a eleição municipal de 1996) formalizaram o apoio ao candidato do PT. Nedson Luiz Micheleti sagrou-se vitorioso no segundo turno contra Barbosa Neto.

## Candidatos
|  | Nº | Candidato(a) a prefeito | Candidato(a) a prefeito                          | Candidato(a) a vice-prefeito | Candidato(a) a vice-prefeito                              | Coligação |
|  | -- | ----------------------- | ------------------------------------------------ | ---------------------------- | --------------------------------------------------------- | --- |
|  | 15 |                         | Eduardo Cheida (PMDB) Luiz Eduardo Cheida        |                              | Wanderley Batista (PTB) Wanderley Batista da Silva        | "Londrina para Todos" - Partido do Movimento Democrático Brasileiro (PMDB) - Partido Trabalhista Brasileiro (PTB) - Partido Verde (PV) - Partido Comunista Brasileiro (PCB) |
|  | 25 |                         | Farage Khouri (PFL) Farage Khouri                |                              | Solange Honorato (PSD) Solange Honorato de Souza          | "Pra Frente Londrina" - Partido da Frente Liberal (PFL) - Partido Social Democrático (PSD) - Partido Socialista Brasileiro (PSB) |
|  | 12 |                         | Homero Barbosa Neto (PDT) Homero Barbosa Neto    |                              | Assad Jannani (PPB) Assad Jannani                         | "Renasce Londrina" - Partido Democrático Trabalhista (PDT) - Partido Progressista Brasileiro (PPB) - Partido Renovador Trabalhista Brasileiro (PRTB) - Partido Social Cristão (PSC) |
|  | 45 |                         | Luiz Carlos Hauly (PSDB) Luiz Carlos Jorge Hauly |                              | Gerson Araújo (PSDB) Gerson Moraes de Araújo              | "Amor a Londrina" - Partido da Social Democracia Brasileira (PSDB) - Partido Republicano Progressista (PRP) - Partido Social Democrata Cristão (PSDC) - Partido Trabalhista Nacional (PTN) - Partido Humanista da Solidariedade (PHS) - Partido da Mobilização Nacional (PMN) - Partido Social Liberal (PSL) - Partido Liberal (PL) |
|  | 13 |                         | Nedson Micheleti (PT) Nedson Luiz Micheleti      |                              | Luiz Carlos Bracarense (PPS) Luiz Carlos Bracarense Costa | "Compromisso com Londrina" - Partido dos Trabalhadores (PT) - Partido Popular Socialista (PPS) - Partido Comunista do Brasil (PCdoB) - Partido dos Aposentados da Nação (PAN) |

## Resultado da eleição

### Prefeito
| 1º Turno 1 de outubro de 2000 | 1º Turno 1 de outubro de 2000 | 1º Turno 1 de outubro de 2000 | 1º Turno 1 de outubro de 2000 |
| Candidato(a)                  | Vice                          | Votação                       | Votação                       |
| Candidato(a)                  | Vice                          | Total                         | Porcentagem                   |
| ----------------------------- | ----------------------------- | ----------------------------- | ----------------------------- |
| Nedson Luiz Micheleti (PT)    | Luiz Carlos Bracarense (PPS)  | 64.705                        | 27,24%                        |
| Homero Barbosa Neto (PDT)     | Assad Jannani (PPB)           | 64.470                        | 27,14%                        |
| Luiz Carlos Hauly (PSDB)      | Gerson Araújo (PSDB)          | 55.015                        | 23,16%                        |
| Luiz Eduardo Cheida (PMDB)    | Wanderley Batista (PTB)       | 41.986                        | 17,67%                        |
| Farage Khouri (PFL)           | Solange Honorato (PSD)        | 11.395                        | 4,79%                         |
| Total de votos válidos        | Total de votos válidos        | 237.571                       | 100,00%                       |
| Votos apurados                |                               |                               |                               |
| Votos válidos                 | Votos válidos                 | 237.571                       | 93,34%                        |
| Votos em branco               | Votos em branco               | 6.471                         | 2,54%                         |
| Votos nulos                   | Votos nulos                   | 10.495                        | 4,12%                         |
| Total de votos apurados       | Total de votos apurados       | 254.537                       | 100,00%                       |
| Eleitores                     |                               |                               |                               |
| Comparecimento                | Comparecimento                | 254.537                       | 85,04%                        |
| Abstenções                    | Abstenções                    | 44.772                        | 14,96%                        |
| Total de eleitores            | Total de eleitores            | 299.309                       | 100,00%                       |

| 2º Turno 29 de outubro de 2000 | 2º Turno 29 de outubro de 2000 | 2º Turno 29 de outubro de 2000 | 2º Turno 29 de outubro de 2000 |
| Candidato(a)                   | Vice                           | Votação                        | Votação                        |
| Candidato(a)                   | Vice                           | Total                          | Porcentagem                    |
| ------------------------------ | ------------------------------ | ------------------------------ | ------------------------------ |
| Nedson Luiz Micheleti (PT)     | Luiz Carlos Bracarense (PPS)   | 153.400                        | 64,15%                         |
| Homero Barbosa Neto (PDT)      | Assad Jannani (PPB)            | 85.744                         | 35,85%                         |
| Total de votos válidos         | Total de votos válidos         | 239.144                        | 100,00%                        |
| Votos apurados                 |                                |                                |                                |
| Votos válidos                  | Votos válidos                  | 239.144                        | 95,48%                         |
| Votos em branco                | Votos em branco                | 5.002                          | 2,00%                          |
| Votos nulos                    | Votos nulos                    | 6.325                          | 2,52%                          |
| Total de votos apurados        | Total de votos apurados        | 250.471                        | 100,00%                        |
| Eleitores                      |                                |                                |                                |
| Comparecimento                 | Comparecimento                 | 250.471                        | 83,68%                         |
| Abstenções                     | Abstenções                     | 48.838                         | 16,32%                         |
| Total de eleitores             | Total de eleitores             | 299.309                        | 100,00%                        |